# 七色土
七色土（英語：Seven Coloured Earths），是位于毛里求斯西南部黑河區沙马雷勒村的一块地貌及旅游景点。这是一块范围不大的沙丘，里面有七种不同颜色的沙子（颜色大致为红色、褐色、蓝紫色、绿色、蓝色、紫色及黄色）。因为这些沙子是随意地出现在不同的层次，这个沙丘呈现处一种超现实的条纹色彩。自从这些沙土暴露地表后，雨水在这些山坡上刻画出美丽的图案，犹如土制的酥皮。

## 概况
这些沙子是由火山岩（玄武岩）冲蚀分解为黏土，然后水解为铁铝土。土中的两种主要成分铁和铝分别呈现为红色和蓝色/紫色。颜色的不同程度据信是熔化后的火山岩在不同的外部温度冷却后形成的。但这些色彩随意分开的原因还不知晓。

## 名称
“七色土”是一个描述性名字，而非官方命名。其他的名称包括：七彩土、沙马雷勒七色土等。

## 现象
各种色彩会随意分开的现象可以通过小规模的试验来观察到。抓一把各种不同颜色的沙子并混合起来，过一段时间之后它们就会分开成分层光谱。

## 旅游业
自1960年代起，该地成为了毛里求斯的主要观光点之一。现时该沙丘由木栏围着，游客不许进入。游客可以在围栏上的多个观察台来欣赏风景。该地的纪念品商店会出售装有七色土的小玻璃管。

## 图片

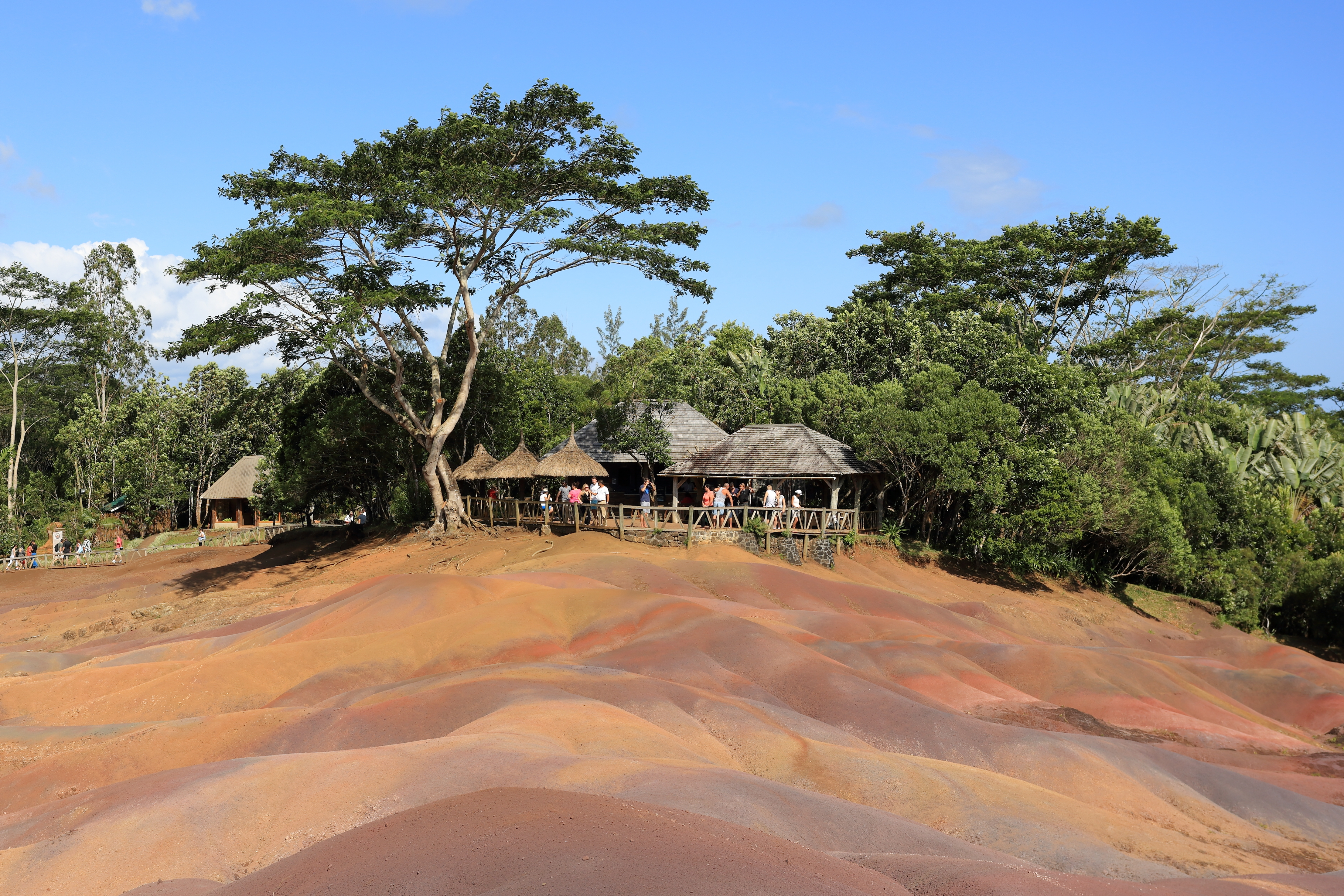
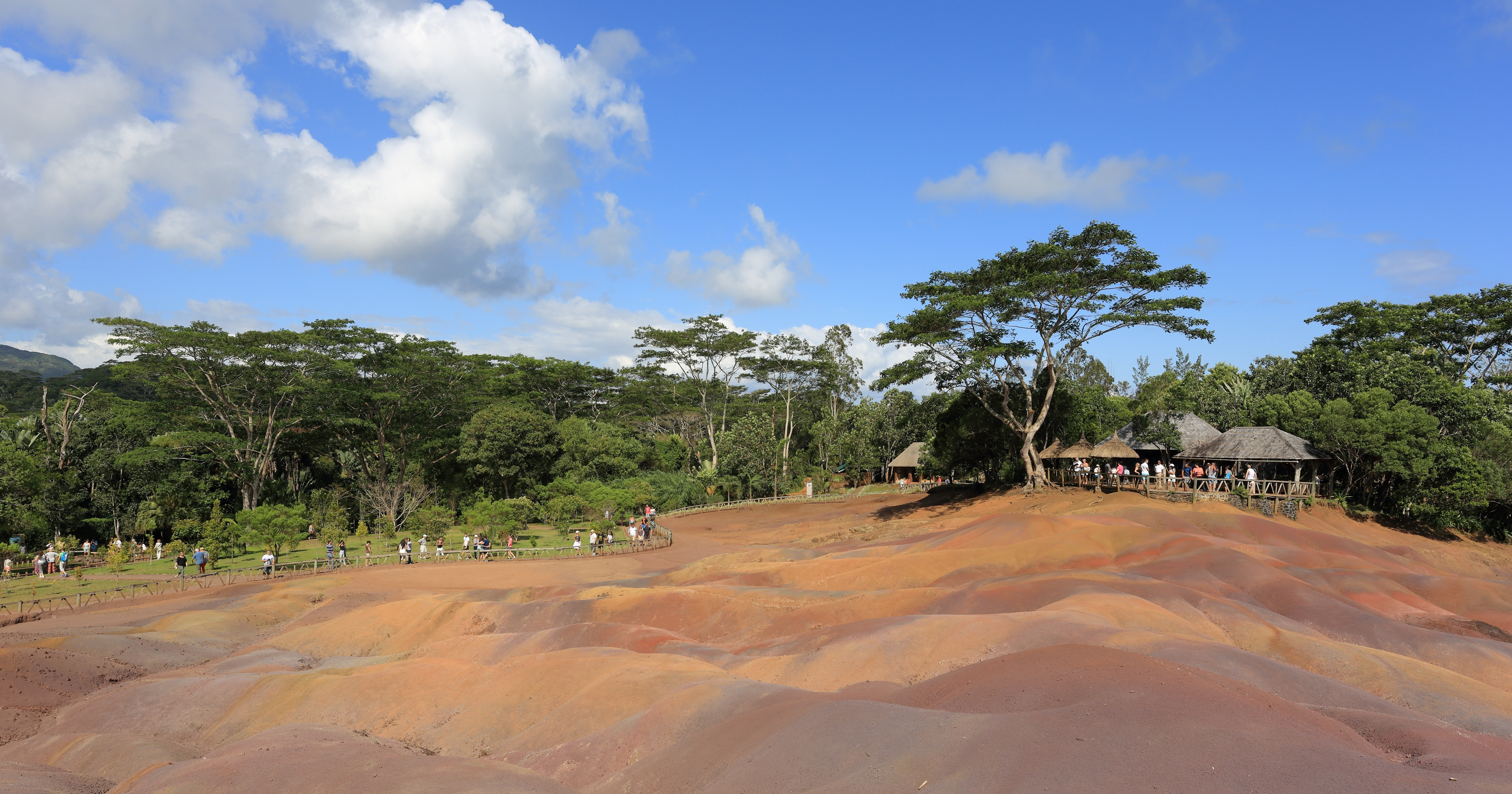